# The Boss of Lucky Ranch
The Boss of Lucky Ranch è un cortometraggio muto del 1911 diretto da Allan Dwan. Prodotto dalla Flying A, aveva come interpreti principali J. Warren Kerrigan e Pauline Bush.

## Trama
Mandato dal padre nell'ovest dal vecchio amico Tom Harding, il giovane Jack Thompson si adegua presto all'ambiente rude dei cowboy, incontrando però l'ostilità di uno dei bovari, Bill Crowley, che innamorato della bella figlia di Harding, vede come il fumo negli occhi la preferenza che la ragazza dimostra per Jack. Dopo qualche scontro con Crowley, ai quali ha preferito non indulgere, Jack non ne può più e risponde rudemente alle sue offese. Harding, che aveva avuto già di che lamentarsi con il suo dipendente, lo licenza, congratulandosi con Jack per il suo atteggiamento deciso. Crowley, umiliato e deciso a vendicarsi, diventa un ladro di bestiame. Ma un giorno, durante una sua incursione nei terreni del ranch, viene scoperto da Jack che riesce a catturarlo insieme alla sua banda. Il suo ritorno coi prigionieri viene festeggiato e Harding annuncia che farà di lui il nuovo caposquadra, oltre, naturalmente, a concedergli la mano della figlia.

## Produzione
Il film fu prodotto dalla Flying A (American Film Manufacturing Company).

## Distribuzione
Distribuito dalla Motion Picture Distributors and Sales Company, il film - un cortometraggio in una bobina - uscì nelle sale cinematografiche degli Stati Uniti il 27 aprile 1911.

### Conservazione
Copia della pellicola viene conservata negli archivi dell'UCLA di Los Angeles.